# Goubkinski
Goubkinski (en russe : Губкинский) est une ville du district autonome des Iamalo-Nenets, en Russie. Sa population s'élevait à 29 161 habitants en 2020.

## Géographie
Goubkinski est située sur la rive gauche de la rivière Piakoupour, à 513 km au sud-est de Salekhard et à 2 317 km au nord-est de Moscou.

## Histoire
Goubkinski a été fondée le 22 avril 1986 comme centre d'exploitation pétrolière. Son nom vient du géologue soviétique Ivan Goubkine. Elle reçut le statut de ville en 1997.
La gare de chemin de fer Pourpe se trouve à 16 km de Goubkinski, sur la ligne Tioumen – Sourgout – Novy Ourengoï, ouverte en 1984.

## Population
Recensements ou estimations de la population
| 1989* | 2002*  | 2010*  | 2012   | 2013   | 2014   |
| ----- | ------ | ------ | ------ | ------ | ------ |
| 9 676 | 20 407 | 23 335 | 25 848 | 26 254 | 26 214 |

| 2015   | 2016   | 2017   | 2018   | 2019   | 2020   |
| ------ | ------ | ------ | ------ | ------ | ------ |
| 27 070 | 27 346 | 27 238 | 27 930 | 28 564 | 29 161 |